# Anżelika Kryłowa
Anżelika Aleksiejewna Kryłowa, ros. Анжелика Алексеевна Крылова (ur. 4 lipca 1973 w Moskwie) – rosyjska łyżwiarka figurowa, startująca w parach tanecznych z Olegiem Owsiannikowem. Wicemistrzyni olimpijska z Nagano (1998) i uczestniczka igrzysk olimpijskich (1994), dwukrotna mistrzyni świata (1998, 1999), mistrzyni Europy (1999), zwyciężczyni finału Grand Prix (1998) oraz czterokrotna mistrzyni Rosji (1994, 1995, 1998, 1999). Po zakończeniu kariery w 1999 roku została trenerką par tanecznych w Berlinie, a następnie w Bloomfield Hills i Moskwie.

## Życie prywatne
Kryłowa ma pochodzenie uzbeckie ze strony babci. W 1994 roku zamieszkała w Stanach Zjednoczonych, a następnie wróciła do Moskwy wraz z dziećmi. Jej mężem był włoski łyżwiarz figurowy i trener Pasquale Camerlengo z którym ma dwoje dzieci, córkę Stellę (ur. 25 lipca 2005) oraz syna Anthony’ego (ur. 2007). Ich córka trenuje łyżwiarstwo synchroniczne, a syn hokej na lodzie.

## Kariera sportowa
Kryłowa debiutowała na arenie międzynarodowej z Władimirem Leliuchem reprezentując Związek Radziecki w latach 1989–1991. Następnie występowała z Władimirem Fiodorowem, z którym wywalczyła brązowy medal mistrzostw świata 1993 w Pradze. Kryłowa i Fiodorow wystąpili również na Zimowych Igrzyskach Olimpijskich 1994 w Lillehammer, gdzie zajęli 6. lokatę.
W 1994 roku Kryłowa rozpoczęła współpracę z Olegiem Owsiannikowem. Zadebiutowali wspólnie w listopadzie, na przedsezonowych zawodach w Filadefii, które wygrali. W sezonie 1994/95 zostali brązowymi medalistami mistrzostw Europy oraz wywalczyli tytuł mistrzów Rosji. W kolejnych czterech sezonach nie schodzili z pierwszego bądź drugiego miejsca na podium. Ich walka o mistrzowskie tytuły ograniczała się do rywalizacji z rodakami Griszczuk/Płatow oraz Francuzami Anisina/Peizerat. W latach 1995–1999 wywalczyli trzy srebrne medale mistrzostw Europy oraz tytuł mistrzów Europy 1999. Oprócz tego zostali dwukrotnie wicemistrzami świata (1996, 1997) oraz dwukrotnie mistrzami świata (1998, 1999).

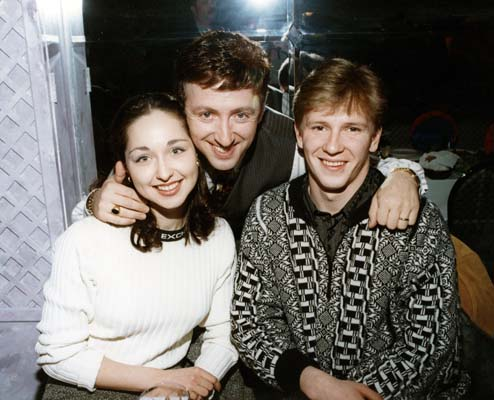
Kryłowa i Owsiannikow z Wiktorem Kaniewskim (pośrodku), choreografem ich tańca oryginalnego, na igrzyskach olimpijskich 1998

Wzięli udział w Zimowych Igrzyskach Olimpijskich 1998 w Nagano. Zdobyli tytuł wicemistrzów olimpijskich przegrywając z inną rosyjską parą, Oksaną Griszczuk i Jewgienijem Płatowem.
W kolejnym sezonie 1998/1999 byli niepokonani. Oprócz zdobycia dwóch tytułów mistrzowskich zostali zwycięzcami finału Grand Prix w Sankt Petersburgu.
Kryłowa i Owsiannikow planowali kontynuowanie kariery w sezonie 1999/2000 o czym świadczyły przygotowane nowe choreografie i kostiumy, jednak lekarze zalecili Anżelice zakończenie kariery w związku z jej kontuzją pleców i ryzykiem paraliżu. Kryłowa zaakceptowała porady lekarskie i zachęcała Owsiannikowa do znalezienia nowej partnerki, jednak ten odmówił i również zakończył karierę amatorską. Po roku przerwy wrócili do mniej wymagających treningów, które pozwoliły im wygrać mistrzostwa świata profesjonalistów w łyżwiarstwie figurowym w 2001 roku.
Para zakończyła karierę profesjonalną 21 września 2004 roku.

## Kariera trenerska

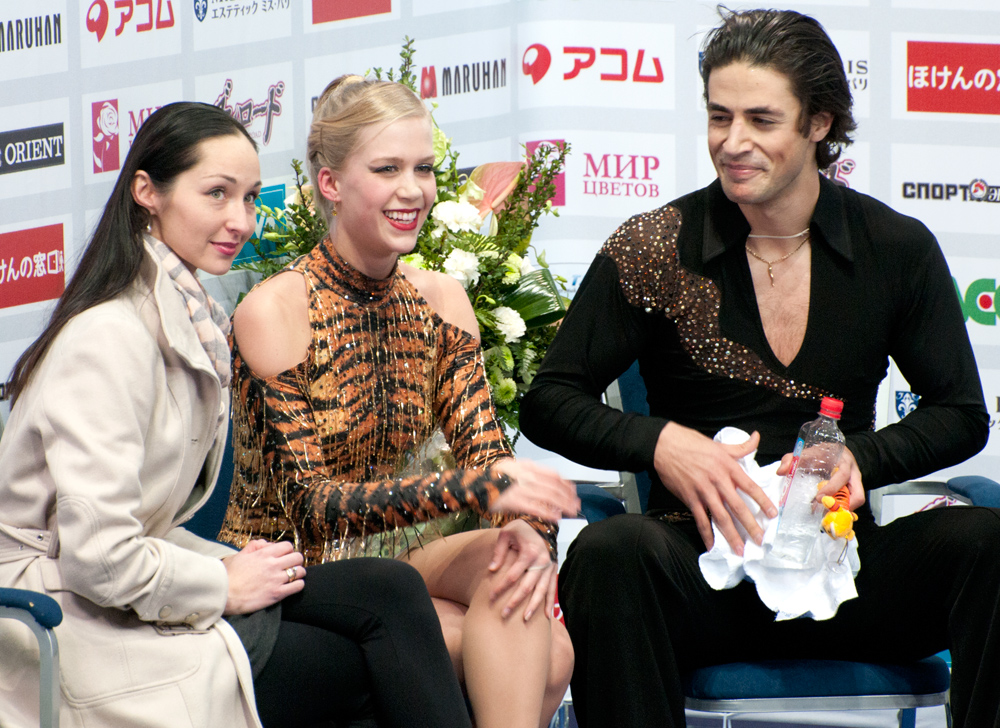
Kryłowa jako trenerka kanadyjskiej pary tanecznej Kaitlyn Weaver i Andrew Poje na Rostelecom Cup 2011

Anżelika Kryłowa wraz z mężem Pasquale Camerlengo trenowali i układali choreografie dla par tanecznych. Zaczynali swoją pracę jako trenerzy w Berlinie, następnie w 2006 roku przenieśli się do Bloomfield Hills w stanie Michigan. W późniejszych latach Kryłowa przeniosła się do Moskwy. Do ich jej uczniów należeli dotychczas:
- Federica Faiella / Massimo Scali (Włochy)[6]
- Kaitlin Hawayek / Jean-Luc Baker (Stany Zjednoczone)[7]
- Madison Hubbell / Zachary Donohue (Stany Zjednoczone)[8]
- Madison Hubbell / Keiffer Hubbell (Stany Zjednoczone)[9]
- Danielle O’Brien / Gregory Merriman (Australia)[10]
- Alexandra Paul / Mitchell Islam (Kanada)[11]
- Nathalie Péchalat / Fabian Bourzat (Francja)[12]
- Kaitlyn Weaver / Andrew Poje (Kanada)[13]
- Alexandra Aldridge / Daniel Eaton (Stany Zjednoczone)[14]

## Osiągnięcia

### Z Olegiem Owsiannikowem (Rosja)
| Zawody               | 94–95          | 95–96          | 96–97          | 97–98          | 98–99          |                |                |                |                |                |                |                |                |                |                |                |                |
| Międzynarodowe       | Międzynarodowe | Międzynarodowe | Międzynarodowe | Międzynarodowe | Międzynarodowe | Międzynarodowe | Międzynarodowe | Międzynarodowe | Międzynarodowe | Międzynarodowe | Międzynarodowe | Międzynarodowe | Międzynarodowe | Międzynarodowe | Międzynarodowe | Międzynarodowe | Międzynarodowe |
| -------------------- | -------------- | -------------- | -------------- | -------------- | -------------- | -------------- | -------------- | -------------- | -------------- | -------------- | -------------- | -------------- | -------------- | -------------- | -------------- | -------------- | -------------- |
| Igrzyska olimpijskie |                |                |                | 2              |                |                |                |                |                |                |                |                |                |                |                |                |                |
| Mistrzostwa świata   | 5              | 2              | 2              | 1              | 1              |                |                |                |                |                |                |                |                |                |                |                |                |
| Mistrzostwa Europy   | 3              | 2              | 2              | 2              | 1              |                |                |                |                |                |                |                |                |                |                |                |                |
| GP Finał Grand Prix  |                | 2              | 2              |                | 1              |                |                |                |                |                |                |                |                |                |                |                |                |
| GP Sparkassen Cup    |                | 1              | 1              | 1              | 1              |                |                |                |                |                |                |                |                |                |                |                |                |
| GP Cup of Russia     |                |                | 1              | 1              | 1              |                |                |                |                |                |                |                |                |                |                |                |                |
| GP Skate America     |                | 2              | 1              |                |                |                |                |                |                |                |                |                |                |                |                |                |                |
| Igrzyska dobrej woli |                |                |                |                | 1              |                |                |                |                |                |                |                |                |                |                |                |                |
| Centennial On Ice    |                | 2              |                |                |                |                |                |                |                |                |                |                |                |                |                |                |                |
| Krajowe              |                |                |                |                |                |                |                |                |                |                |                |                |                |                |                |                |                |
| Mistrzostwa Rosji    | 1              | 2              |                | 1              | 1              |                |                |                |                |                |                |                |                |                |                |                |                |

### Z Władimirem Fiodorowem (ZSRR, Rosja)
|                                  | ZSRR  | Rosja | Rosja |
| Zawody                           | 91–92 | 92–93 | 93–94 |
| Międzynarodowe                   |       |       |       |
| Igrzyska olimpijskie             |       |       | 6     |
| Mistrzostwa świata               |       | 3     | WD    |
| Mistrzostwa Europy               |       | 4     | 6     |
| Nations Cup                      |       | 1     |       |
| NHK Trophy                       |       | 2     |       |
| International de Paris           | 1     |       |       |
| Krajowe                          |       |       |       |
| Mistrzostwa Rosji                |       | 3     | 1     |
| Mistrzostwa Związku Radzieckiego | 2     |       |       |

### Z Władimirem Leliuchem (ZSRR)
| International de Paris      | 1 | 3 |
| Skate Electric              | 1 |   |
| Danse sur Glace de Grenoble | 3 |   |